# 스테판 아스케나제

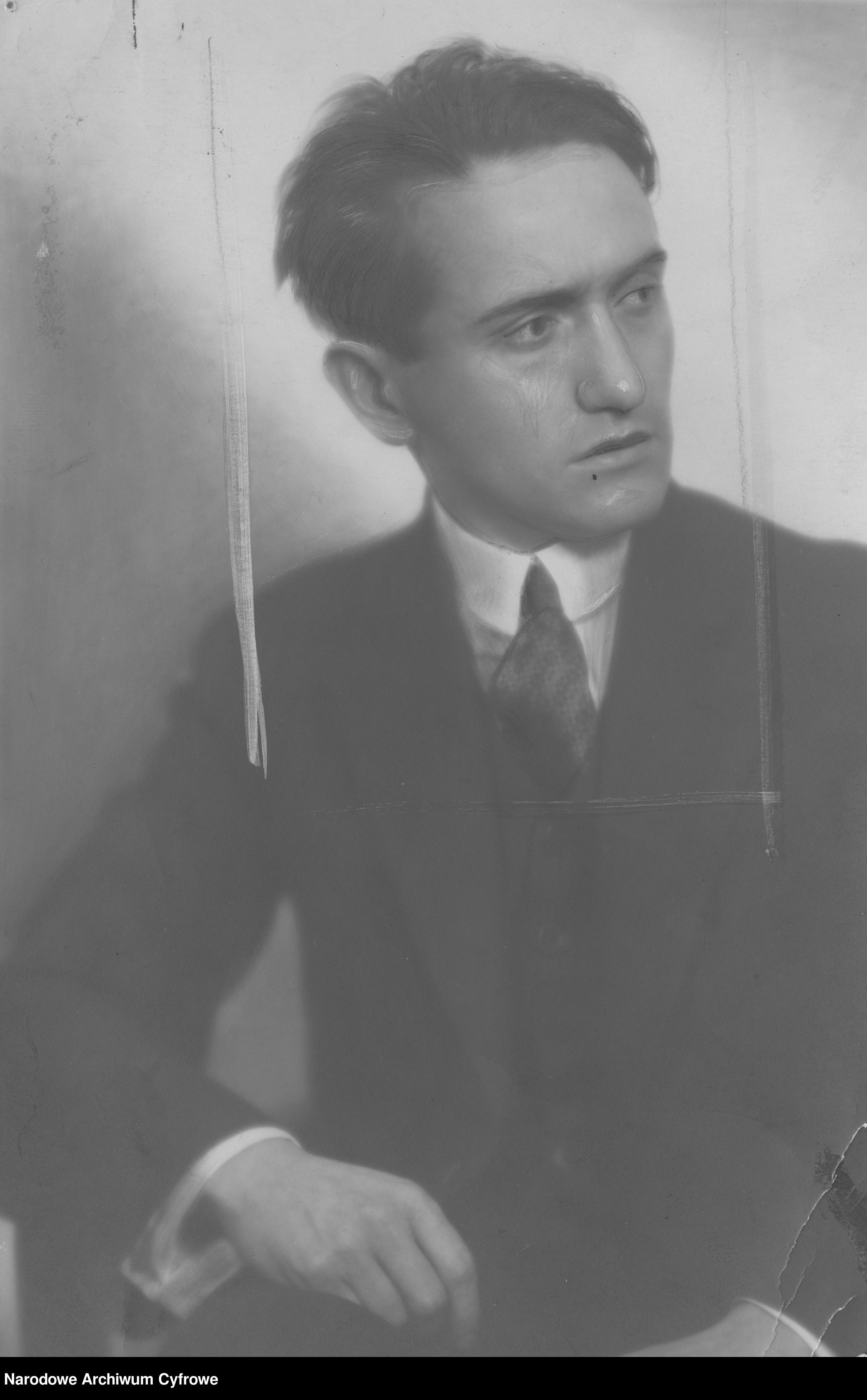

스테판 아스케나제(Stefan Askenase, 1896년 7월 10일 – 1985년 10월 18일)는 폴란드-벨기에 출신의 클래식 피아니스트이자 교육자였다.
그는 5세 때 어머니와 함께 피아노를 연주하기 시작했다. 그는 에밀 폰 자우어를 사사했다. 제2차 세계 대전 이후 폴란드에서 아스케나세의 첫 번째 콘서트는 1946년 5월 17일에 열렸다. 1950년에 그는 귀화한 벨기에 시민이 되었고 1954년부터 1961년까지 브뤼셀 음악원 에서 가르쳤다. 1965년에 그는 독일 레마겐 근처 라인 강변의 역사적인 롤란체크 기차역을 보존하는 것을 목표로 하는 예술 및 음악 협회를 설립했다. 복원 후 건물은 피에르 푸르니에, 장 아르프, 오스카르 코코슈카, 예후디 메뉴인, 마르틴 발저, 마르셀 마르소, 헨릭 셰링, 살바도르 달리같은 예술가들의 장소가 되었다.